# Азарин, Азарий Михайлович
Аза́рий Миха́йлович Аза́рин (при рождении Азария Менделевич Мессере́р; 10 [22] марта 1897, Вильна, Российская империя — 30 сентября 1937, Москва, СССР) — советский актёр, художественный руководитель театра им. Ермоловой. Заслуженный артист РСФСР (1935).

## Биография
Из воспоминаний Софьи Гиацинтовой:

«… Я просто актриса, частая партнёрша Азарина… Я видела близко его глаза, выражение его лица, близко-близко слышала его голос, и я знаю его актёрскую душу. Мы вместе смело и радостно устремлялись в атмосферу шекспировского безудержного смеха, когда играли «Двенадцатую ночь», в атмосферу, где всё звенит и искрится от радости жизни… Чем он удивлял? В чём была его прелесть? Вернее обаяние? В радости и лёгкости его творений… Азарин был честным, преданным искусству, своей профессии, настоящим другом, помощником во всём, что было созидательным… Я видела его грустно-изумлённые глаза, когда закрыли театр, которому он был бесконечно предан… Сколько ролей он мог бы ещё сыграть, он никогда бы не постарел! Такие люди на сцене всегда остаются молодыми. А причина этому — короткое слово — талант».
Азарий Мессерер родился 10 марта (по старому стилю, 22 по новому стилю) 1897 года в виленском предместье Снипишки, в семье зубного врача Менделя Берковича (Михаила Борисовича) Мессерера и Симы Моисеевны Шабад, в которой было ещё 9 детей (Пенина, Маттаний, Моисей, Рахиль, Асаф, Элишева, Суламифь, Эмануил, Аминадав). Отец происходил из Долгиново, мать — из Антоколя. Среди его братьев и сестёр в дальнейшем прославились Рахиль Мессерер — звезда немого кино, Суламифь — прима-балерина ГАБТа и Асаф — премьер Большого театра и педагог классического балета.
Когда сестра Рахиль вышла замуж за Михаила Плисецкого, семью стали называть Плисецкие — Мессерер.

## Творческая биография
На сцену Азарий вышел в возрасте одиннадцати лет в спектакле «Недоросль» Фонвизина.
Окончив гимназию, Азарий впервые задумался о театре. Но весной 1917 года он вступил в Красную Гвардию, получив ранение, он вернулся домой, в конце 1918 года.
Из воспоминаний Азария Азарина:

«…Театральная жизнь моя началась в конце 1918 года, в студии Вахтангова, куда я был принят по конкурсному испытанию».

На первом туре Азарий так убедительно имитировал армянский акцент, читая басню «Ворона и Лисица», сделав из неё комичный номер, что Вахтангова предупредили: «Это бесспорно очень одарённый юноша, но у него армянский акцент». Но потом услышали — у Азария прекрасная дикция. Так он стал учеником Вахтангова.
В дальнейшем был актёром 2-й студии МХТ, которая дала Художественному театру его блистательное «второе поколение».
Из воспоминаний Азария Азарина:

«…Я счастлив, что под руководством К. С. Станиславского мне довелось работать в пьесах театра. „Синяя птица“ (Кот), „Ревизор“ (Бобчинский), „Горе от ума“ (Загорецкий). Станиславский научил любить мастерство актёра, любить действие, научил любить законы речи, работать над постановкой голоса, научил профессиональному отношению к Театру».

Осенью 1925 года Азарин перешёл работать во МХАТ 2-й. Работа с М. А. Чеховым принесла ему огромную пользу и обогатила его.
В 1928 году Чехов уехал в Германию, где работал в театре Макса Рейнхардта, потом переехал в Париж, а затем, в 1939 году — в США, создал там свою актёрскую школу, которая пользовалась огромной популярностью. Через неё прошли Мэрилин Монро и Клинт Иствуд.
Чехов писал Азарину:

«…Дорогой мой! Чем меньше я имею настоящего искусства, тем больше я люблю и жду его… Выходить на сцену — это всё равно, что идти к невесте — надо быть самим собой, иначе в отношения с невестой вкрадётся ложь…»

Михаил Чехов характеризовал личность Азария Азарина так: «Мудрость от таланта».
После премьеры спектакля по пьесе А. В. Луначарского и А. И. Дейча «Нашествие Наполеона» друзья обратились к Азарину так: «Ваше величество, Наполеон Михайлович Буон-Азарт!»

## 1937 год

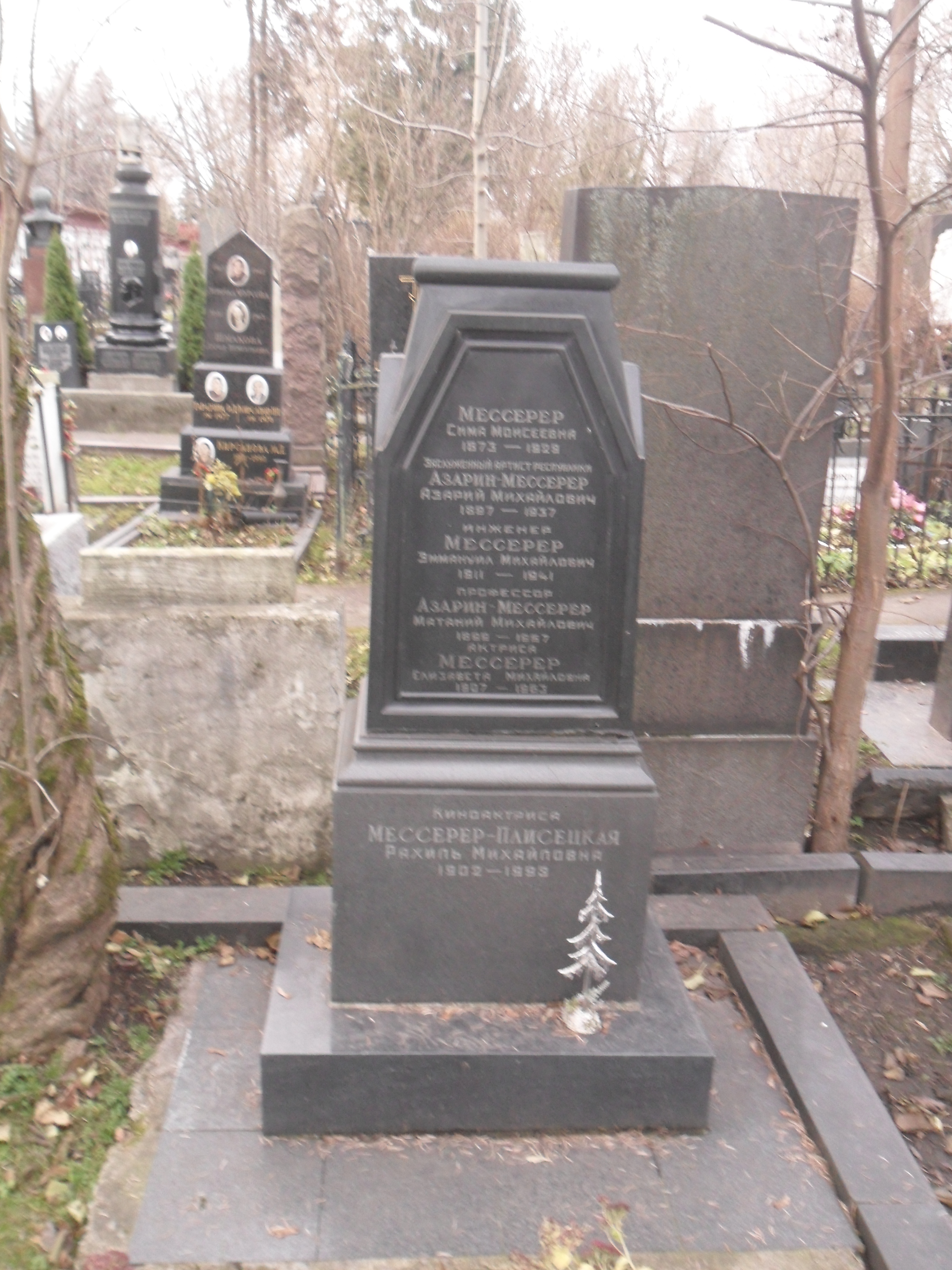
Могила Азарина-Мессерера на Новодевичьем кладбище Москвы.

- В этом году Азарин стал Художественным руководителем Театра Ермоловой, ставил спектакль по пьесе В. Н. Биль-Белоцерковского — «Шторм»[9]
- Одновременно работал в Театре Красной Армии над спектаклем Вс. Иванова «Голуби мира» и в Малом Театре над спектаклем А. Н. Островского «Лес».
- С Репрессиями пришло горе в семью Мессереров. 30 апреля 1937 года в НКВД забрали мужа сестры  — дипломата Михаила Плисецкого. Азарий не застал арестов в 1938 году самой сестры —  киноактрисы Рахиль Мессерер-Плисецкой и брата — учёного Маттания.
- В конце лета Азарин был приглашён в киногруппу, готовившуюся к съёмкам фильма «Ленин в Октябре», для участия в пробах на роль Ленина. В кинопробах было отчётливо видно, как артист «метко схватил ленинских прищур глаз» и «живой пытливый взгляд Ильича, излучающий его могучий острый ум, выражающий напряжённое биение мысли».
- 29 сентября 1937 года Азарин провёл свой день рождения в актёрской компании друзей и своего брата Асафа, которому потом пожаловался, что ему трудно дышится. Ночью сердце Азарина остановилось. Ему было всего 40 лет …

Из воспоминаний Юрия Завадского:

«… После встречи с Азариным легче жилось, дышалось, думалось. Хотелось самому сочинять, придумывать и заражать людей горячим ощущением прелести жизни. Его уже нет с нами, и в то же время он совсем, совсем близок сегодня каждому, кто хоть однажды с ним встречался».

## Личная жизнь
- Первая жена — Мария Антоновна Ценовская (Азарина-Мессерер, 1906 — после 1948), актриса.
- Вторая жена —  Валентина Сергеевна Дуленко, артистка балета и драмы, Заслуженный работник культуры РСФСР (1974).

## Актёрские работы
- Московская Драматическая Студия под руководством Е. Б. Вахтангова[10]
- 1918 — А. П. Чехов «В цирульне» — Ягодов
- 1918 — А. П. Чехов «Беспокойный гость» — Лесник
- 1918 — Н. В. Гоголь «Тяжба» — Бурдюков
- 1919 — А. П. Чехов «Враги» — Лакей
- 1919 — О. Мирбо «Вор» — Клиент
- 1919 — А. П. Чехов «Предложение» — Чубуков
- вторая студия МХТ
- 1919 — А. К. Толстой «Царь Фёдор Иоанович» — Выборный
- 1919 — А. К. Толстой «Царь Фёдор Иоанович» — Нищий
- 1919 — Ю. Х. Бергер «Потоп» — Чарли [11]
- 1919 — Л. Грегори «Когда взойдёт месяц» — Полицейский
- 1919 — Ю. Х. Бергер «Потоп» — Фрезер [12]
- 1920 — А. П. Чехов «Зломышленик» — Следователь
- 1920 — А. П. Чехов «Зломышленик» — Денис Григорьев
- 1920 — И. С. Тургенев «История лейтенанта Ергунова» — Поплевкин
- 1920 — М. Горький — «На дне» — Бубнов
- 1921 — Л. Грегори «Когда взойдёт месяц» — Сержант
- 1922 — А. П. Чехов «Ночь перед судом» — Прокурор
- 1923 — А. П. Чехов «Канитель» — Дьячок
- 1923 — Ф.Шиллер «Разбойники» — Патер
- 1923 — А. Н. Островский «Гроза» — Кулигин
- Московский Художественный Академический театр
- 1922 — М. Метерлинк «Синяя птица» — Кот
- 1924 — Н. В. Гоголь «Ревизор» — Добчинский
- 1924 — А. С. Грибоедов «Горе от ума» — Загорецкий
- Гастрольная Группа Артистов Московского Художественного театра
- 1926 — Э. Золя «Наследники Рабурдена» — Рабурден
- 1927 — Э. Золя «Наследники Рабурдена» — Доктор Мург
- Московский Художественный Академический театр Второй
- 1926 — А. П. Чехов «Юбилей» — Хирин
- 1926 — Б. Шоу «Герой и война» («Шоколадный солдатик») — майор Петков
- 1927 — А. В. Сухово-Кобылин «Дело» — Тарелкин
- 1929 — К.Гольдони «Бабы» — Лелио
- 1931 — А. В. Луначарский и А. И. Дейч «Нашествие Наполеона» — Наполеон
- 1933 — В. Шекспир «Двенадцатая ночь» — Мальволио
- 1933 — С. И. Амаглобели — «Хорошая Жизнь» Мотто'
- Малый театр
- 1937 — А. Н. Островский «Лес» — Аркадий Счастливцев
- Центральный Театр Красной Армии
- 1937 — М.Горький — «Мещане» — Перчихин[9]
- 1937 — Вс. Иванов  — «Голуби мира» — Пётр Тыжнов[9]

Он стал верным учеником Чехова... Все известные голливудские актёры впоследствии считали, что Чехов научил их „искусству овладения ролью“. Только Аза́рин в течение нескольких лет играл с Чеховым на одной сцене и репетировал с ним в квартире на Арбатской площади, в круглой гостинойА. Э. Мессерер

## Режиссёрские работы Азарина
- Свободная Художественная студия
- 1925 — Шолом-Алейхем — «Гет» (идиш: развод)
- Гастрольная Группа Артистов Московского Художественного театра
- 1926 — Б. Шоу «Герой и война» («Шоколадный солдатик»)
- 1927 — А. Хатчинсон (Arthur Hutchinson[англ.]) — «Страсть мистера Маррапита»
- 1933 — С. И. Амаглобели — «Хорошая Жизнь»
- Московский театр импровизаций
- 1929 — Вольтер «Дикарь» («Наивный человек»)
- Малый театр
- 1936 — А. Н. Афиногенов «Салют Испания!»[14]
- 1936 — Давурин. «Семья Волковых»
- Московский драматический театр имени М. Н. Ермоловой
- 1937 — В. Н. Билль-Белоцерковский — «Шторм»[9]